# Dolor abdominal crònic funcional
El dolor abdominal crònic funcional (DACF) o dolor abdominal funcional crònic o síndrome de dolor abdominal funcional és la presència contínua de dolor abdominal per al qual no es coneix cap explicació mèdica i té el potencial d'interferir amb tots els aspectes del funcionament diari. És bastant similar, però menys comú que, la síndrome de l'intestí irritable (SII), i molts dels mateixos tractaments per a l'SII també poden ser beneficiosos per als pacients amb DACF. La diferència fonamental entre l'SII i el DACF és que en el DACF, a diferència de l'SII, no hi ha cap canvi en els hàbits intestinals com el restrenyiment o la diarrea. La disfunció intestinal és un criteri diagnòstic necessari de l'SII.
El DACF es caracteritza per un dolor crònic, sense una explicació ni troballes físiques (no es poden trobar causes estructurals, infeccioses o mecàniques), encara que el dolor pot originar-se a les vísceres, capes fascials, músculs o nervis perifèrics. Es teoritza que el DACF és un trastorn del sistema nerviós on els impulsos nerviosos nociceptius normals s'amplifiquen donant lloc al dolor. Aquesta hipersensibilitat visceral pot ser una causa autònoma de DACF, o el DACF pot ser el resultat del mateix tipus de trastorn del sistema nerviós (eix cervell-sistema nerviós entèric) que subjau al SII. Igual que amb el SII, s'han trobat que dosis baixes d'antidepressius poden ser útils per controlar el dolor del DACF.